# Controversia sobre el laudo arbitral de 3 de octubre de 1899 entre Guyana y Venezuela
La controversia sobre el laudo arbitral de 3 de octubre de 1899 es un diferendo planteado por Guyana a Venezuela sobre el laudo arbitral de 3 de octubre de 1899.

## Controversia

### Argumentos de la postura guyanés
- Guyana sostiene que el laudo de 1899 resolvía “de manera plena, perfecta y definitiva todos los asuntos relativos a la determinación de la línea fronteriza entre la colonia de la Guyana Británica y Venezuela”.
- Asimismo señala que entre noviembre de 1900 y junio de 1904, una comisión conjunta encargada de la delimitación de la frontera anglo-venezolana había “determinado, demarcado y fijado de manera permanente la frontera establecida por el laudo de 1899”.
- El 10 de enero de 1905, los comisionados habían firmado una declaración conjunta (el “Acuerdo de 1905”).[1]

### Argumentos de la postura venezolana
- Venezuela considera que forma parte del territorio soberano desde 1810; "así lo establecieron ya las primeras Constituciones de 1811 y 1819".[3][4]
- Venezuela señala que el Acuerdo de Ginebra respalda la posición venezolana que considera "nulo e írrito" el laudo arbitral de 1899.
- Sobre la base del Acuerdo de Ginebra, las partes acordaron en 1966 que "la controversia territorial se resolvería mediante negociaciones amistosas para alcanzar un arreglo práctico, aceptable y satisfactorio".[5]

## Caso ante la Corte Internacional de Justicia
El 29 de marzo de 2018 Guyana introdujo la solicitud para que se resuelva el conflicto territorial ante la Corte Internacional de Justicia. El 18 de junio de 2018 acudirán los representantes de Guayana a la Corte Internacional de Justicia. El 18 de junio Venezuela manifestó que no participaría en el procedimiento solicitado por Guyana porque para el gobierno nacional la Corte «carece manifiestamente de jurisdicción». El 19 de junio Guyana anunció que pedirá a la Corte que dictamine a su favor alegando el artículo 53 del Estatuto del CIJ el cual indica que «siempre que alguna de las dos partes no se presente ante el tribunal o falle en defender su caso, la otra parte tiene el derecho de comunicarse con la corte y que decida a favor de su reclamo».
La CIJ exhortó a Guyana presentar su memoria hasta el 19 de noviembre de 2018 y a Venezuela, la respuesta de contramemoria, hasta el 18 de abril de 2019. Las audiencias orales se celebrarían del 23 al 27 de marzo de 2020. La cancillería venezolana informó que el 28 de noviembre de 2019 consignó ante la Secretaría de Corte Internacional de Justicia de La Haya un memorándum respecto de la demanda. El 29 de mayo de 2020, la CIJ comunicó la celebración de las audiencias orales a partir del 30 de junio. El 10 de diciembre de 2020, la CIJ informó que el 18 de diciembre emitirá un fallo sobre la disputa entre Guyana y Venezuela. El 18 de diciembre la Corte Internacional de Justicia emitió un fallo, con 12 votos a favor y 4 en contra, declarando que tiene jurisdicción para analizar "la validez del laudo arbitral del 3 de octubre de 1899 y la cuestión sobre el asentamiento definitivo de la frontera terrestre".  Continuando el proceso, el 8 de marzo de 2021 la CIJ estableció que Guyana debía presentar la relación de argumentos o "memoria" antes del 8 de marzo de 2022 y la contestación de  Venezuela, o "contramemoria", se tenía que consignar  antes del 8 de marzo de 2023; el 22 de marzo de 2022, Guyana habría presentado sus alegatos ante la CIJ.
En un giro de su estrategia litigante ante la CIJ, el gobierno de Venezuela  notificó, el 6 de junio de 2022, el nombramiento de sus agentes o representantes en el proceso; la vicepersidenta Delcy Eloína Rodríguez Gómez notificó ofialmente a la CIJ la designación de Samuel Reinaldo Moncada Acosta como agente; y  Félix Plasencia González y Elsie Rosales García como los co-agentes venezolanos; el 7 de junio de 2022 y cumpliendo con los procedimientos del Estatuto de la Corte Internacional de Justicia, el gobierno de Venezuela introdujo sus objeciones preliminares a la petición guyanesa de admisibilidad del caso. En respuesta, la CIJ suspendió el análisis del fondo de la causa y le otorgó a Guyana un plazo, hasta el 7 de octubre de 2022, para responder las objeciones de Venezuela.
Venezuela presentó el 8 de abril de 2024 los documentos denominados contramemoria ante la corte, estos incluyen los alegatos y las pruebas documentales.